# Carl Nielsen International Competitions
Carl Nielsen International Competition eller Carl Nielsen Konkurrencen er en konkurrence med klassiske instrumenter (violin, klarinet og fløjte), der afholdes årligt i Odense til minde om komponisten Carl Nielsen.
Den blev etableret i 1980 under dronning Margrethe 2.s protektorat. Konkurrencen blev medlem af World Federation of International Music Competitions i 1981. Oprindeligt var det en violinkonkurrence og den første præsident var Henryk Szeryng. Senere blev orgel, klarinet og fløjte tilføjet konkurrencen (siden 1998). Tidligere jurymedlemmer har bl.a. været Max Rostal, Joseph Gingold, Norbert Brainin, Arve Tellefsen, Milan Vitek, Dorothy DeLay, Tibor Varga, Jean-Jacques Kantorow.
Siden 2012 er orgelkonkurrencen ikke længere en del af Carl Nielsen International Competition, men holdes i stedet som en separat konkurrence. Men violin-, klarinet- og fløjtekonkurrencerne har, efter snart fire årtier, etableret sig som en af de mest krævende og udbytterige konkurrencer i verden. Vinderne får et skub på vejen til en professionel karriere som musiker. I 2019 vil konkurrencerne for både violin, fløjte og klarinet for første gang blive holdt på samme tid. I 2019 vil konkurrencerne endvidere have et kunstnerisk råd bestående af tre af verdens førende musikere, Nikolaj Znaider, Emmanuel Pahud og Martin Fröst.

## Prisvindere gennem tiden[1]

### 1980 Violin
- 1. Pris: Kathleen Winkler, USA
- 2. Pris: Per Enoksson, Sverige
- 3. Pris: Hozumi Murata, Japan
- 4. Pris: Adriana Rosin, Rumænien
- 5. Pris: Grazyna Skowron, Polen
- 6. Pris: Marius Nichiteanu, Rumænien

### 1984 Violin
- 1. Pris: Osamu Yaguchi, Japan
- 2. Pris: Lenuta Ciulei-Atanasiu, Rumænien
- 3. Pris: Johannes Søe Hansen, Danmark
- 4. Pris: Jaroslaw Zolnierczyk, Polen
- 5. Pris: Jacob Friis, Danmark
- 6. Pris: Anne Yuuko Akahoshi, Tyskland

- Karol Stryja Prisen: Lenuta Ciulei-Atanasiu, Rumænien og Johannes Søe Hansen, Danmark

### 1986 Orgel
- 1. Pris: Ikke givet
- 2. Pris: Jesper Madsen, Danmark
- 3. Pris: Kevin Bowyer, England

### 1988 Violin
- 1. Pris: Alexei Kochvanets, Rusland
- 2. Pris: Heike Janicke, Tyskland
- 3. Pris: Joji Hattori, Japan
- 4. Pris: Nicole Monahan, USA
- 5. Pris: Sigrun Edvaldsdottir, Island
- 6. Pris: Beata Warykiewicz, Polen

- Karol Stryja Prisen: Heike Janicke, Tyskland

### 1988 Orgel
- 1. Pris: Andreas Liebig, Tyskland
- 2. Pris: Kayo Ohara, Japan
- 3. Pris: Anne Nietosvaara, Finland

### 1990 Orgel
- 1. Pris: Kevin Bowyer, England
- 2. Pris: Bine Katrine Bryndorf, Danmark
- 3. Pris: Yuzuru Hiranaka, Japan

### 1992 Violin
- 1. Pris: Nikolaj Szeps-Znaider, Danmark
- 2. Pris: Jennifer Koh, USA
- 3. Pris: Pekka Kuusisto, Finland
- 4. Pris: Ilja Sekler, Rusland
- 5. Pris: Ikke givet
- 6. Pris: Vladislav Adelchanov, Rusland

- Karol Stryja Prisen: Nikolaj Szeps-Znaider, Danmark
- Henryk Szeryng Mindeprisen: Pekka Kuusisto, Finland og Radoslaw Szulc, Polen
- Odense Symphony Orchestra Prize: Jennifer Koh, USA
- Publikumsprisen: Jennifer Koh, USA

### 1992 Orgel
- 1. Pris: Christopher Wrench, Australien
- 2. Pris: Stephen Farr, England
- 3. Pris: Christian Schmitt, Tyskland
- 4. Pris: Pascale Melis, Frankrig
- 5. Pris: Paul Theis, Tyskland

### 1994 Orgel
- 1. Pris: Ikke givet
- 2. Pris: Rie Hiroe, Japan
- 3. Pris - Ex Aequo: Valter Savant-Levet, Italien og Marina Zagorski, Rusland
- 4. Pris: Stefan Kordes, Tyskland
- 5. Pris: Frédéric Desenclos, Frankrig

### 1996 Violin
- 1. Pris: Adele Anthony, Australien
- 2. Pris - ex aequo: Malin Broman, Sverigeand Jaakko Kuusisto, Finland
- 3. Pris: Ikke givet
- 4. Pris: Ikke givet
- 5. Pris: Esther Noh, USA
- 6, Pris: Tamás András, Ungarn

- Karol Stryja Prisen: Adele Anthony, Australien
- Odense Symphony Orchestra Prize: Tamás András, Hungary and Adele Anthony, Australien
- Publikumsprisen: Esther Noh, USA

### 1996 Orgel
- 1. Pris: Hanne Kuhlmann, Danmark
- 2. Pris: Veronique le Guen, Frankrig
- 3. Pris: Torsten Laux, Tyskland
- 4. Pris: Jin Kim, Sydkorea
- 5. Pris: Heinrich Christensen, Danmark

### 1997 Klarinet
- 1. Pris: Spyros Mourikis, Grækenland
- 2. Pris: Igor Begelman, USA
- 3. Pris: Carlo Failli, Italien
- 4. Pris: Anne Piirainen, Finland

- Special Pris for bedste fortolkning af danske værker: Igor Begelman, USA
- Odense Symphony Orchestra Prize: Spyros Mourikis, Grækenland
- Publikumsprisen: Spyros Mourikis, Grækenland

### 1998 Orgel
- 1. Pris: Johannes Unger, Tyskland
- 2. Pris: Teilhard Scott, England
- 3. Pris: Torsten Laux, Tyskland
- 4. Pris: Samuel Kummer, Tyskland
- 5. Pris: Làszló Deàk, Ungarn

### 1998 Fløjte
- 1. Pris: Karl-Heinz Schütz, Østrig
- 2. Pris: Kazunori Seo, Japan
- 3. Pris: Henrik Wiese, Tyskland
- 4. Pris: Natalie Schwaabe, Tyskland

- Special Pris for bedste fortolkning af danske værker: Gary Arbuthnot, England
- Odense Symphony Orchestra Prize: Henrik Wiese, Tyskland
- Publikumsprisen: Kazunori Seo, Japan

### 1999 Violin - New York
- 1. Pris: Leor Maltinski, Israel
- 2. Pris: Saeka Matsuyama, Japan
- 3. Pris: Mariko Inaba, Japan

- Special Pris for bedste fortolkning af danske værker: Mariko Inaba, Japan
- Odense Symphony Orchestra Prize: Saeka Matsuyama, Japan

### 2000 Violin
- 1. Pris: Masaaki Tanokura, Japan
- 2. Pris: Dmytro Tkachenko, Ukraine
- 3. Pris: Mikkel Futtrup, Danmark
- 4. Pris: Mariusz Patyra, Polen

- Special Pris for bedste fortolkning af danske værker: Ole Jakob Frederiksen, Danmark
- Odense Symphony Orchestra Prize: Mariusz Patyra, Polen

### 2000 Orgel
- 1. Pris: Ikke givet
- 2. Pris - Ex Aequo: Sarah Baldock, UK and Charles Harrison, England
- 3. Pris: Christina Blomkvist, Swverige
- 4. Pris: Burkhard Just, Tyskland
- 5. Pris: Hedvig Dobias, Ungarn

### 2001 Klarinet
- 1. Pris: Alexander Fiterstein, USA
- 2. Pris: Nicolas Baldeyrou, Frankrig
- 3. Pris: Jens Thoben, Tyskland
- 4. Pris: Sebastien Batut, Frankrig

- Special Pris for bedste fortolkning af danske værker: Alexander Fiterstein, USA
- Odense Symphony Orchestra Prize: Alexander Fiterstein, USA
- Children's Jury Prize: Robert Pickup, Sydafrika

### 2002 Orgel
- 1. Pris: Ikke givet
- 2. Pris: Burkhard Just, Schweiz
- 3. Pris: Helene von Rechenberg, Tyskland
- 4, Pris: Katrin Meriloo, Estland

Special pris for bedste fortolkning af det danske værk af Henrik Colding-Jørgensen: Burkhard Just, Schweiz

### 2002 Fløjte
- 1. Pris: Pirmin Grehl, Tyskland
- 2. Pris: Denis Bouriakov, Rusland
- 3. Pris: Fruzsina Varga, Ungarn
- 4. Pris: Sarah Rumer, Østrig-Schweiz

- Special Prize for bedste fortolkning af danske værker: Denis Bouriakov, Rusland
- Odense Symphony Orchestra Prize: Denis Bouriakov, Rusland
- Children's Jury Prize: Charlotte Norholt, Danmark

### 2004 Violin
- 1. Pris: Hyuk Joo Kwun, Sydkorea
- 2. Pris: Erin Keefe, USA
- 3. Pris: Ui-Youn Hong, Sydkorea
- 4. Pris: Judy Kang, Canada

- Special Prize for bedste fortolkning af danske værker: Hyuk Joo Kwun, Sydkorea
- Odense Symphony Orchestra Prize: Erin Keefe, USA
- Children's Jury Prize: Hyuk Joo Kwun, Sydkorea

### 2004 Orgel
- 1. Pris: William Whitehead, England
- 2. Pris: Clive Driskill-Smith, England
- 3. Pris - Ex Aequo: So-Hyun Park, Republic of Korea and Johannes Hämmerle, Østrig

- Special pris for bedste fortolkning af det danske værk af Tore Bjørn Larsen: Daniel Bruun, Danmark

### 2005 Klarinet
- 1. Pris: Olivier Patey, Frankrig
- 2. Pris: Olivier Vivarès, Frankrig
- 3. Pris: Björn Nyman, Norge
- 4. Pris: Vincent Penot, Frankrig

- Special Prize for bedste fortolkning af danske værker: Olivier Vivarès, Frankrig
- Odense Symphony Orchestra Prize: Olivier Vivarès, Frankrig
- Children's Jury Prize: Kaori Tanaka, Japan

### 2008 Violin
- 1. Pris: Hrachya Avanesyan, Armenien
- 2. Pris: Yusuke Hayashi, Japan
- 3. Pris: Josef Spacek, Tjekkiet
- 4. Pris: Eugen Tichindeleanu, Rumænien

- Special Pris for bedste fortolkning af danske værker: Rune Tonsgaard Sørensen, Danmark
- Odense Symphony Orchestra Prize: Yusuke Hayashi, Japan
- Young People's Jury Prize: Josef Spacek, Tjekkiet
- Special Pris: Emily-Anne Gendron, USA

- Special pris for bedste fortolkning af Ib Nørholms værk, "The Painted Mirror": Henry Fairs, England

### 2006 Fløjte
- 1. Pris: Alexandra Grot, Rusland
- 2. Pris: Lukasz Dlugosz, Polen
- 3. Pris: ex aequo: Marion Ralincourt, France and Grigory Mordashov, Rusland

- Special Pris for bedste fortolkning af danske værk: Alexandra Grot, Rusland
- Odense Symphony Orchestra Prize: Alexandra Grot, Rusland
- Children's Jury Prize: Alexandra Grot, Ruskand

### 2007 Orgel
- 1. Pris: Henry Fairs, England
- 2. Pris: Gijs Boelen, Holland
- 3. Pris: Daniel Bruun, Danmark
- 4. Pris: Ruth Draper, USA

- Special Pris bedste fortolkning of det danske værk, Ib Nørholms "The Painted Mirror": Henry Fairs, UK

### 2009 Klarinet
- 1. Pris: Olli Leppäniemi, Finland
- 2. Pris: Christelle Pochet, Frankrig
- 3. Pris: Daniel Ottensamer, Østrig
- 4. Pris: Balazs Rumy, Ungarn

- Special Pris for bedste fortolkning af danske værker: Olli Leppäniemi, Finland
- Odense Symphony Orchestra Prize: Olli Leppäniemi, Finland
- Young People's Jury Prize: Christelle Pochet, Frankrig
- Young People's Jury Prize for a chosen semi-finalist: Nicolai Eghorst, Danmark

### 2010 Fløjte
- 1. Pris: Adriana Ferreira, Portugal
- 2. Pris: Zoya Vyazovskaya, Rusland
- 3. Pris: Maria Cecilia Munoz, Argentina
- 4. Pris: Melkorka Ólafsdóttir, Island

- Special Pris for bedste fortolkning af danske værker: Zoya Vyazovskaya, Rusland
- Odense Symphony Orchestra Prize: Adriana Ferreira, Portugal
- Young People's Jury Prize: Adriana Ferreira, Portugal
- Young People's Jury Prize for a chosen semi-finalist: Kenny Aaberg Larsen, Danmark

### 2011 Orgel
- 1. Pris: Philip Schmidt-Madsen, Danmark
- 2. Pris: Timothy Wakerell, England
- 3. Pris: Simon Menges, Tyskland

- Commotio Prisen - Philip Schmidt-Madsen, Danmark
- Ruders Prisen - Nicholas Wearne, England

### 2012 Violin
- 1. Pris: Olga Volkova, Rusland
- 2. Pris: Niklas Walentin Jensen, Danmark
- 3. Pris: Eva Thorarinsdottir, Island
- 4. Pris: Ui-Youn Hong, Republikken Korea

- Carl Nielsen Prisen: Niklas Walentin Jensen
- Odense Symphony Orchestra Prize: Olga Volkova
- Young People's Prisen: Eva Thorarinsdottir
- Ib Nørholm Prisen: Niklas Walentin Jensen
- Special Prisen: Kristie Su, USA.

### 2013 Klarinet
- 1. Pris: Sergey Eletskiy, Rusland
- 2. Pris: Mathias Kjøller, Danmark
- 3. Pris: Inn-Hyuck Cho, Sydkorea
- 4. Pris: Pierre Génisson, Frankrig

### 2014 Fløjte
- 1. Pris: Sébastian Jacot, Frankrig
- 2. Pris: Yukie Ota, Japan
- 3. Pris: Jaeram Park, Sydkorea

### 2016 Violin
- 1. Pris (delt): Liya Petrova - Bulgarien og Ji Yoon Lee - Sydkorea
- 2. Pris: Ej uddelt
- 3. Pris: Luke Hsu - USA
- 4. Pris (delt): Soo-Hyun Park - Sydkorea, Ji Won Song - Sydkorea og Karen Kido - Japan